# Blaue Blume

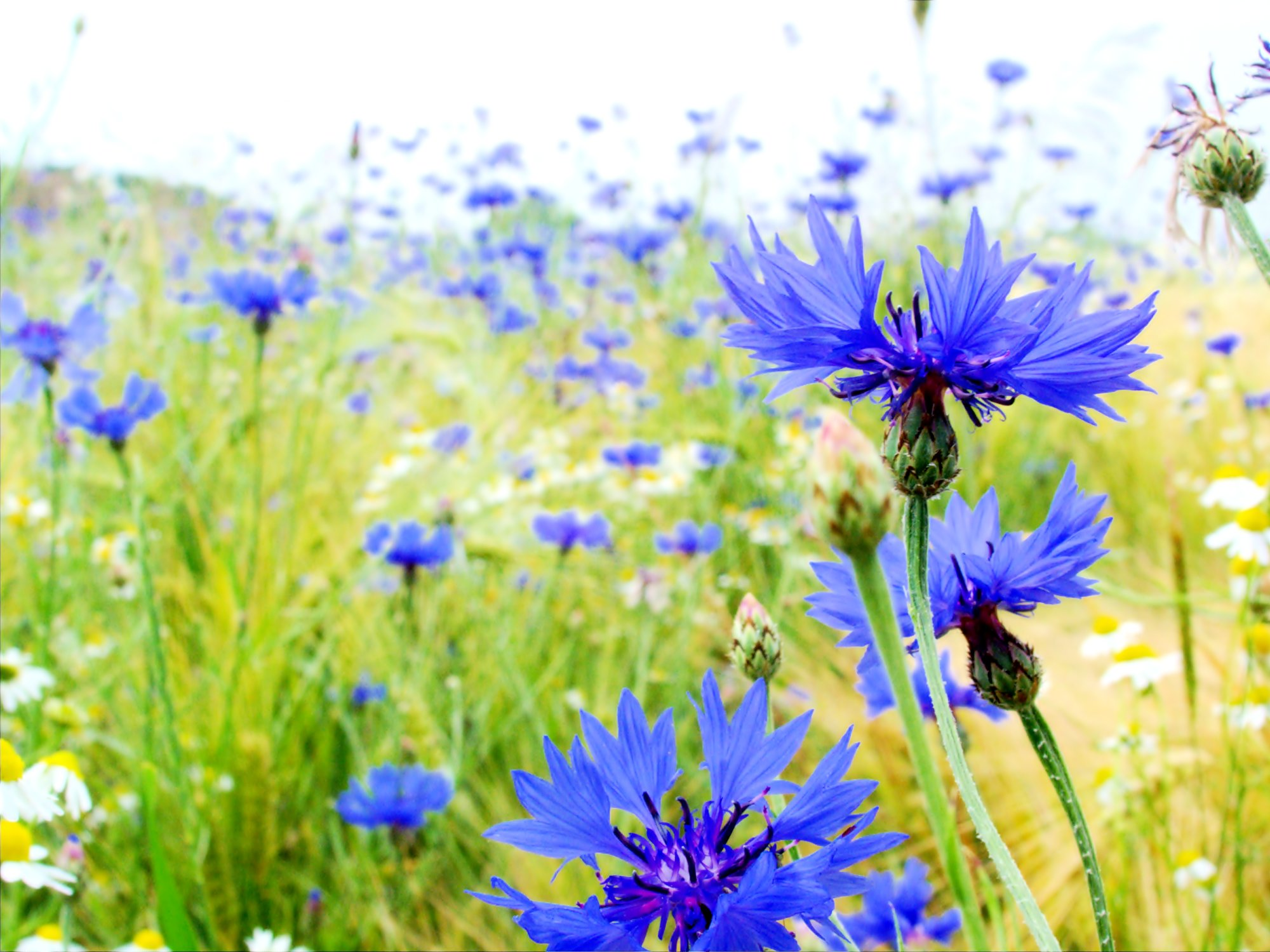
Die Kornblume könnte Vorbild für das Symbol gewesen sein

Die blaue Blume ist ein zentrales Symbol der Romantik. Sie steht für Sehnsucht und Liebe und für das metaphysische Streben nach dem Unendlichen. Die blaue Blume wurde später auch ein Sinnbild der Sehnsucht nach der Ferne und ein Symbol der Wanderschaft. Als reale Vorbilder der blauen Blume werden oft heimische Pflanzen angesehen, in Mitteleuropa etwa die Kornblume oder die Wegwarte; Novalis spricht vom blauen Heliotrop.

## Entstehung des Symbols
Durch ein Bild seines Freundes Friedrich Schwedenstein inspiriert, verwendete Novalis dieses Symbol als Erster in seinem Romanfragment Heinrich von Ofterdingen. Er beginnt damit, dass der junge Heinrich vor dem Einschlafen über die Begegnung mit einem geheimnisvollen Fremden nachsinnt:
„Der Jüngling lag unruhig auf seinem Lager, und gedachte des Fremden und seiner Erzählungen. Nicht die Schätze sind es, die ein so unaussprechliches Verlangen in mir geweckt haben, sagte er zu sich selbst; fern ab liegt mir alle Habsucht: aber die blaue Blume sehn’ ich mich zu erblicken.“
Er schläft ein und beginnt zu träumen. Im Traum durchreist er fremde Gegenden, bis er schließlich am Fuße eines Berges die Öffnung eines Ganges erblickt. Er betritt eine Höhle, in der sich ein Wasserbecken befindet, das er durchschwimmt bis zum anderen Ufer:
„Was ihn aber mit voller Macht anzog, war eine hohe lichtblaue Blume, die […] ihn mit ihren breiten, glänzenden Blättern berührte. Rund um sie her standen unzählige Blumen von allen Farben, und der köstliche Geruch erfüllte die Luft. Er sah nichts als die blaue Blume, und betrachtete sie lange mit unnennbarer Zärtlichkeit. Endlich wollte er sich ihr nähern, als sie auf einmal sich zu bewegen und zu verändern anfing; die Blätter wurden glänzender und schmiegten sich an den wachsenden Stängel, die Blume neigte sich nach ihm zu, und die Blütenblätter zeigten einen blauen ausgebreiteten Kragen, in welchem ein zartes Gesicht schwebte. Sein süßes Staunen wuchs mit der sonderbaren Verwandlung, als ihn plötzlich die Stimme seiner Mutter weckte […]“

## Deutung
Siehe dazu auch: Dingsymbol in der Literaturwissenschaft
Zusammengefasst könnte man sagen, dass sich in der blauen Blume nicht nur Natur, Mensch und Geist verbinden, sie symbolisiert das Streben nach der Erkenntnis der Natur und – daraus folgend – des Selbst, dem eigentlichen Ziel der Romantik.
Natur und Mensch verbinden sich, was man zunächst daran sieht, dass in Heinrichs Traum in der Mitte der Blume (Natur) das Mädchengesicht auftaucht – wobei hier auch an Liebe und Weib/Frau zu denken ist, nicht nur an den Menschen allgemein. Mit „Mensch“ ist in der Romantik die Weiterführung des Menschen-Begriffs des Humanismus bzw. der Aufklärung gemeint – nur mit romantischen Vorzeichen, wobei das Gewicht auf den persönlichen Gefühlen liegt, nicht auf abstrakter Theorie. Nicht umsonst basiert das Denken als theoretischer Begriff in der Romantik auf der persönlichen Liebe. Dies ist dann damit gemeint, wenn man sagt, dass die blaue Blume „das Streben nach der Erkenntnis [...] des Selbst“ symbolisiert. Die Betonung liegt auf dem Individualismus. Das Selbst verkörpert das Fühlen, das Denken des Einzelnen, das Ich – wobei das Selbst hier als Ergebnis seines eigenen Erkenntnisvorganges benannt ist. Das Selbst ist also alles in einem: Erstens: der, der über sich nachdenkt, zweitens: der, der fühlt, und über dessen Gefühle/Gedanken nachgedacht wird, und drittens: das Ergebnis der Reflexion, nämlich eine Art höheres Ich, ein höheres Selbst, das, was erkannt wurde. Der Begriff des Erkennens führt wieder zur Liebe. Erkenntnis der Natur findet infolgedessen statt, indem man die Liebe in all ihren Erscheinungsformen durchlebt. Dann erkennt man die Natur und – in ihrer Folge – auch sein Selbst. Das sind Grundgedanken der Romantik, die im Symbol der blauen Blume zusammengefasst werden.

## Verwendung des Symbols

### Dichtung
Joseph Freiherr von Eichendorff schrieb ein Gedicht mit dem Titel Die blaue Blume. Adelbert von Chamisso meinte, im Harz die „blaue Blume der Romantik“ gefunden zu haben, Heinrich Zschokke benutzte sie als Sehnsuchts- und Liebessymbol in der Novelle Der Freihof von Aarau. Goethe suchte vor allem in Italien seine „Urpflanze“, die in einigen Deutungsbereichen der blauen Blume entspricht. In Wilhelm Müllers Gedicht Tränenregen aus dem Zyklus Die schöne Müllerin, das Franz Schubert vertonte, werden blaue Blumen erwähnt. E. T. A. Hoffmann legt der Figur Berganza in seiner Erzählung Nachricht von den neuesten Schicksalen des Hundes Berganza eine Huldigung an Novalis und die blaue Blume als Symbol der „heiligen Wunder der Natur“ in den Mund.
Ambivalent erscheint die Blaue Blume in Rudolf Baumbachs gleichnamigem Gedicht: Drei Brüder machen sich auf die Suche nach der blauen Blume, wobei der erste materiellen Reichtum, der zweite sexuelle Erfüllung findet, während der dritte noch im auf der Suche ist und dafür verlacht wird. Auch der Naturalist Karl Henckell verspottet die blaue Blume in dem gleichnamigen Gedicht als „romantisches Lügengewächs“. Hertha Vogel-Voll verwendete die blaue Blume in ihrem Kunstmärchen Die Silberne Brücke als Element, das dem Märchen (als Figur) seine magische Kraft verleiht. In abgewandelter Form verwendet auch Käpt'n-Blaubär-Erfinder Walter Moers dieses klassische Sehnsuchtssymbol in seinem Liebes- und Abenteuerroman Rumo & Die Wunder im Dunkeln, um die noch unbestimmte, aber dennoch starke Liebe seines Helden zu verdeutlichen: Die blaue Blume wird hier zum „silbernen Faden“.
Ins Französische ging die blaue Blume (fleur bleue) als Redewendung ein und bezeichnet auf ironisch-pejorative Weise „romantische, idealistische Menschen“, die „nostalgisch einer verlorenen Reinheit nachhängen“. So setzte Raymond Queneau sie 1965 in seinem Roman Les fleurs bleues (Die blauen Blumen) ein.

### Malerei

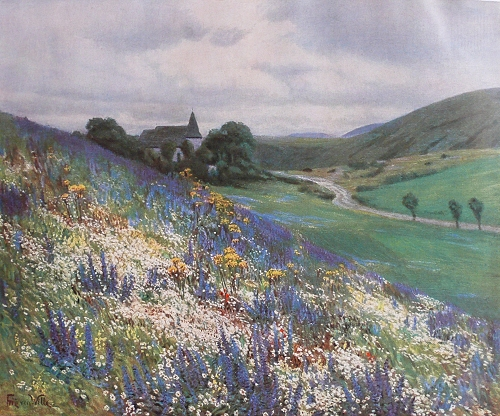
Fritz von Wille, Die blaue Blume

Der bedeutende frühromantische Maler Philipp Otto Runge (1777–1810) verwendete in mehreren Gemälden mitunter das Motiv der blauen Blume. Runge hatte sich mit dem Werk von Novalis auseinandergesetzt, als er 1808 bzw. 1809 zwei Versionen eines romantischen Symbolbildes zum Thema Der Morgen schuf. In beiden Versionen ist ein Blütenkelch vor dem Nachthimmel zu sehen, der sinnbildlich für die Sehnsucht nach Erfüllung und Liebe steht.
Der Düsseldorfer Landschaftsmaler Fritz von Wille (1860–1941) malte 1906/1907 eine Ansicht der Kapelle am Totenmaar in der Eifel mit einem Hang voller blauer und weißer Blumen im Vordergrund. Das Bild erhielt den Titel Die blaue Blume, wurde 1908 von Kaiser Wilhelm II. erworben und trägt bis heute zum Prestige des Malers bei. Wille wählte den Titel vermutlich unter dem Eindruck der Neuromantik zu Beginn des 20. Jahrhunderts.

### Wandervogel-Bewegung
1960 veröffentlichte Werner Helwig erstmals sein Buch Die Blaue Blume des Wandervogels über die Geschichte der Jugendbewegung. In diesem jugendbewegten Umfeld waren verschiedene Lieder entstanden, die das Symbol aufgegriffen hatten. Eine Gemeinschaft heutiger Zeit, die das Motiv aufgreift und neu interpretiert, nennt sich Blaue Blume e. V.
Zitat aus dem Lied Wir wollen zu Land ausfahren, Text von Hjalmar Kutzleb:

„Es blühet im Walde tief drinnen die blaue Blume fein,

die Blume zu gewinnen, ziehn wir in die Welt hinein.

Es rauschen die Bäume, es murmelt der Fluß,

und wer die blaue Blume finden will, der muß ein Wandervogel sein.“

### Studentenbewegung
In Berlin kam um 1968 im Rahmen der Studentenbewegung die Losung auf: „Schlagt die Germanistik tot, färbt die blaue Blume rot!“ Die blaue Blume stand pars pro toto für die deutsche Literatur als Gegenstand der Germanistik, die als „erstarrte Wissenschaft“ angeprangert werden sollte.

### Populärmusik
Eine dänische Indie-Pop/Electronica-Band nennt sich Blaue Blume. Das Schlager-Lied Blau blüht der Enzian, das von der Sehnsucht nach einem Schweizer Bergmädchen handelt, schrieb Adolf von Kleebsattel 1972 für den gleichnamigen Film, gesungen wird es von Heino.

### Sonstiges
In Friedrichshafen organisierte ein alternativer Verein 2015 ein Wohn- und Kulturprojekt mit dem Namen „Die Blaue Blume“. Es wurde medial bekannt, da die Stadtverwaltung das zugehörige Wohnprojekt verbieten lassen wollte.
In dem 2016 von Tanja Steinborn veröffentlichten Fantasyroman Die Legenden Lýsistratas – Auf der Suche nach der Blauen Blume suchen die Protagonisten nach der Blauen Blume, die ihren Ursprung in einem Märchen hat. Dabei ist die Blaue Blume ein Symbol der Hoffnung; die Suche und Reise an sich weckt bei den Hauptfiguren die Sehnsucht nach der Ferne und Abenteuer.